# Covaleda
Covaleda è un comune spagnolo di 1 720 abitanti situato nella comunità autonoma di Castiglia e León.